# Thomas Ford (roddare)
Thomas Ford, född 3 oktober 1992, är en brittisk roddare. Hans syster, Emily Ford, är också en olympisk roddare.

## Karriär
Under 2018 tog Ford silver tillsammans med Jacob Dawson, Adam Neill och James Johnston i fyra utan styrman vid EM i Glasgow och brons vid VM i Plovdiv. Under 2019 var han en del av Storbritanniens lag som tog silver i åtta med styrman vid EM i Luzern och brons vid VM i Ottensheim.
Under 2021 var Ford en del av Storbritanniens lag som tog guld i åtta med styrman vid EM i Varese och brons vid OS i Tokyo.
Under 2022 var Ford en del av Storbritanniens lag som tog guld i åtta med styrman vid både EM i München och VM i Račice. Under 2023 var han en del av laget som försvarade sina guld i åtta med styrman vid både EM i Bled och VM i Belgrad. Under 2024 var Ford en del av Storbritanniens lag som tog sitt fjärde raka EM-guld i åtta med styrman vid EM i Szeged.